# Monopolio peruano del salitre

Propiedad de los derechos de explotación del salitre en Perú, Bolivia y Chile antes de la Guerra del Pacífico

El monopolio peruano del salitre fueron las medidas de política interna y externa tomadas por los gobiernos de Perú en la década de 1870 para aumentar la recaudación fiscal proveniente del salitre por medio del control de precios, de la comercialización de ese recurso natural y por último, de la estatización de las empresas que explotaban el recurso natural.
Desde la década de 1840, Perú gozó de casi un monopolio del comercio internacional del guano, con cuyas ganancias pudo solventar la llamada Era del Guano. En la década de 1860, comenzaron a disminuir los ingresos provenientes de la exportación de guano a causa de la baja ley y de la baja en el rendimiento en los depósitos. Más aún, el salitre comenzó a reemplazar al guano en su uso agrícola. Por esa razón el Estado peruano creó por ley en 1873 un estanco del salitre, que sometía a control estatal la comercialización y el precio del fertilizante agrícola. La ley fracasó y tres años después Perú estatizó las empresas elaboradoras del salitre, hasta entonces en manos de capitales peruanos, británicos y chilenos, entre otros. Sin embargo, había también depósitos de salitre en la provincia boliviana de Antofagasta y en el norte de Chile que competían con el guano y el salitre peruano de Tarapacá y que hacían imposible el control del precio internacional por parte del Perú.
En el plano internacional, el gobierno peruano instó al gobierno boliviano a no firmar el tratado limítrofe con Chile que eximía de impuestos a las empresas chilenas del salitre en Antofagasta por 25 años. El Estado peruano comenzó también a comprar licencias de explotación de salitre otorgadas por el Estado boliviano, ofreció una política de precios común con Bolivia y presionó a las empresas chilenas que operaban en Bolivia con el fin de que redujeran su producción. Esta internacionalización del problema del salitre llevaría más tarde al Perú a la Guerra del Pacífico y tuvo consecuencias aún después de terminado el conflicto bélico. El gobierno chileno denunció las acciones peruanas como una de las causas primarias de la guerra.
En 1878 el Estado boliviano impuso un nuevo impuesto de 10 centavos de boliviano a cada quintal métrico de salitre exportado por las compañías chilenas lo que gatilló la guerra.

## Guano y salitre
| Item                                | 1865        | 1866        | 1867   | 1868        | 1869        | 1870        | 1871        | 1872   | 1873        | 1874        | 1875   | 1876   | 1877    | 1878   | 1879   |
| ----------------------------------- | ----------- | ----------- | ------ | ----------- | ----------- | ----------- | ----------- | ------ | ----------- | ----------- | ------ | ------ | ------- | ------ | ------ |
| Producción de salitre en 1000 t     | -           | 99.4        | 115.9  | 86.7        | 114.0       | 133.8       | 163.9       | 200.9  | 284.7       | 253.7       | 326.9  | 320.5  | 214.0   | n/a    | -      |
| Precio del salitre en ₤/t en Europa | 15.00-16.00 | 12.50-13.00 | n/a    | 13.25-14.00 | 15.00-15.75 | 15.50-16.25 | 15.50-17.00 | 15.25- | 14.25-14.75 | 12.25-13.00 | 11.75- | 11.50- | ?-14.75 | 14.50- |        |
| Producción de guano en 1000 t       |             |             |        | 502         | 575         | 452         | 363         | 404    | 342         | 337         | 373    | 379    | 310     | n/a    |        |
| Precio del guano en ₤/t en Europa   |             |             | 12.00- | 12.00-12.50 | 13.00-      | 13.25-14.00 | 12.00-      | 12.00- | 12.75-      | 13.00-      | 12.50- | 12.50- | 12.00-  | 11.00- | 11.00- |
| 1.                                  |             |             |        |             |             |             |             |        |             |             |        |        |         |        |        |

El guano, el excremento de las aves acumulado en sus lugares de descanso, y el salitre, un producto químico natural depositado en las extensiones del desierto de Atacama, también llamado caliche o nitrato, comenzaron a ser apreciados en el comercio internacional desde la primera mitad del siglo XIX, sobre todo en Europa y los Estados Unidos, para ser usados como fertilizantes en la agricultura que necesitaba satisfacer las crecientes necesidades alimenticias de las urbes de la Revolución industrial. El salitre tenía también otros usos, como en la fabricación de pólvora.
Los depósitos de salitre conocidos en Chile no eran relevantes económicamente y los depósitos en Perú tenían más alta Ley (minería) que los de Bolivia, por lo que hacían inviable una explotación minera en Bolivia si los impuestos eran demasiado altos. El antiguo método de depuración del salitre usado en las "paradas" había sido reemplazado por uno más eficiente en las "oficinas", las que necesitaban más capital y tecnología.
El guano no necesitaba elaboración, pues solo debía ser recogido del suelo, embolsado y transportado al lugar de uso. El salitre, en cambio, necesitaba elaboración para purificarlo, esto significaba tecnología, capital y organización: 111  lo que agregaba más actores, en especial competencia, a la política salitrera que los que había en el guano.
Para la comercialización del guano, el Estado peruano había firmado acuerdos con empresas privadas (llamadas consignatario) encargadas de venderlo a nombre del Estado en Europa y los EE. UU. Estas empresas desempeñaban una importante función pues controlaban el guano depositado en los puertos europeos y americanos y el flujo de dinero en las arcas fiscales proveniente de las ventas así como adelantos de pago que cada vez más seguido necesitó el endeudado Estado peruano.
En 1869, mediante el Contrato Dreyfus, la firma francesa obtuvo el derecho a vender 2.000.000 de toneladas en Europa a cambio de pagos regulares y adelantados a las arcas fiscales peruanas y el pago de la deuda externa. Se preveía que esa cantidad será vendida en 6 años. Este contrato dio al Perú acceso a enormes préstamos internacionales que descontrolaron los gastos del gobierno.
En 1876 el Estado peruano otorgó a la Peruvian Company o Peruvian Guano Company los derechos de vender el guano peruano en Europa. Sin embargo, la firma Dreyfus aún tenía mucho guano por vender en sus bodegas, lo que redundó en una sobreoferta y una baja continua del precio.
En las décadas de 1860 y 1870 ambos fertilizantes contribuyeron con entre el 50% y el 75% de las entradas fiscales del Perú, los derechos de aduana con sólo el 20%.: 65 
En los comienzos del Estado peruano se había cobrado un impuesto a la exportación del salitre que fue derogado en 1849, aplicado otra vez en 1865 (75 cent/qm) y en 1868 nuevamente derogado.

## Anarquía fiscal y urgencia de fondos
El derroche de fondos públicos durante las administraciones anteriores condujo al presidente Manuel Pardo a declarar en su discurso inaugural, en 1872, que el país estaba en bancarrota y que aplicaría tres medidas para aumentar las recaudaciones fiscales: decentralización administrativa, aumento de los aranceles de importación de entre 5 y 10%, y, la más importante, un impuesto a la exportación del salitre.
Tras el discurso inaugural de Pardo existieron dos opciones para aumentar los ingresos: la primera, respaldada por los empresarios salitreros, aplicar otra vez un impuesto a la exportación en escala móvil según el precio en el mercado, o la segunda opción, promovida por los intermediarios del guano, crear un estanco del salitre. Una comisión del congreso peruano que estudió en julio de 1872 el nuevo impuesto para frenar la competencia entre ambos insumos agrícolas concluyó que debía cobrarse un arancel de exportación o mejor aún readquirirse los terrenos salitreros.: 87–88 

### Ley del estanco
Los intermediarios de Lima se impusieron y el 18 de enero de 1873 fue promulgada la Ley del Estanco que entraría en pleno vigor en dos meses y preveía la compra por parte del Estado de cada quintal métrico por 2,40 soles o 99s 8d Si el salitre obtenía un precio superior a los 3,10 soles, el fisco y los productores se repartirían las ganancias. La ley, además, distribuía cuotas de producción sobre la base de la producción de ese año y a la capacidad instalada. Cuatro bancos peruanos asumirían las tareas de administración: Nacional, Providencial, Perú y Lima.: 113  Para disminuir el rechazo de los salitreros, la ley permitía a los salitreros que no quisiesen vender al estado, exportar su producto directamente y entregar al Estado la diferencia si lo vendían por sobre 3,10 soles menos 10 centavos.
La ley era atractiva ya que recaudaba fondos sin afectar un artículo de consumo diario de los habitantes, podía controlar los precios, prevenir sobreproducción y reducir la competencia con el guano, pero amenazaba la independencia de los empresarios salitreros, que habían creado una forma de enclave económico que se surtía de algunos elementos desde el Perú pero de muchos otros, como capital y tecnología desde Valparaíso y Europa. Muchos salitreros se resistieron a cooperar con el gobierno, pero el proyecto de un estanco fracasó debido a otras razones. Greenhill & Miller nombran las crisis políticas, los costos administrativos, la falta de empleados fiscales aptos y la fortaleza de Valparaíso como centro comercial como las causas que llevaron al gobierno peruano a suspender indefinidamente la ley del estanco en marzo de 1873. Sin embargo, quedaron un impuesto de exportación de 15 cent/qm y la creación de la "Compañía Administradora del Estanco del Salitre" (a cargo de los bancos Perú, Providencia y Nacional) que recaudaría centralmente los impuestos de las salitreras.: 114–115 

### Estatización de las salitreras
La situación financiera del Perú continuó empeorando y se intensificó la competencia entre el guano y el salitre que hacía peligrar un nuevo contrato para la venta del guano por consignación. El 28 de mayo de 1875 se promulgó la ley de estatización de las salitreras que preveía el pago de 20.264.624 soles a los propietarios que, hasta la creación de una empresa estatal del salitre, podían seguir operando como contratistas del Estado. Aún más, el salitrero podía rechazar la oferta estatal y conservar su propiedad a cambio de pagar 64 cent/qm (1,25 soles a partir de junio de 1876 y 3 soles desde 1878: 122  de impuesto hasta resolver el reclamo. En otras palabras, la ley autorizaba al Estado a comprar las empresas salitreras, sin obligación de los empresarios a vender, pero fijaba a la exportación del fertilizante derechos aduaneros tales que, en la práctica, forzaba a hacerlo.
El plan requería la obtención de un préstamo de 7.000.000 de Libras esterlinas que no se pudo lograr debido a los continuos problemas de pago de deuda del Perú en Europa, por lo que se pagó a los salitreros con certificados de deuda que pagaban un 8% de interés. Hasta el final de 1875 se habían estatizado dos tercios de las "oficinas".
Los historiadores consideran que la expropiación fue precipitada a causa de la amenazante crisis del contrato de guano, en la que Dreyfus había anunciado la suspensión de pagos de la deuda en 1875, y los empleados fiscales no tenían la experiencia necesaria para tasar las propiedades dejando espacio a precios desproporcionados o depósitos inexistentes o casi acabados.: 118 
El historiador chileno Manuel Ravest Mora cita el ejemplo de las salitreras Limeña y Carolina que habían ocasionado entre 1873 y 1875 enormes pérdidas a la Casa Gibbs de Londres (Anthony Gibbs & Sons) y que fueron vendidas al Estado peruano. La Casa Gibbs obtuvo además un contrato para la elaboración de 500.000 quintales españoles anuales a 1,7 soles por quintal español. Ravest escribe En el caso de las oficinas de Gibbs el cierre de negocio fue considerado tan exitoso por la matriz londinense que escribió a su filial felicitándola y manifestándose dispuesta a apoyar el éxito de la nacionalización.(Ravest, La Casa Gibbs..., 67) En mayo de 1876, la Casa Gibbs obtuvo la consignación de las ventas peruanas de salitre en Europa.
En cuanto al pago de la estatización, los certificados fueron dados "al portador" y sin registro de la propiedad a cambio de la cual se otorgó, por lo que se prestaron para falsificaciones y especulaciones. Sergio Gonzales Miranda sostiene que las razones de la aceptación por parte de los salitreros expropiados de certificados al portador sin registro del origen eran 1) no vincularse a una propiedad de destino incierto (podían ser arrendadas a terceros como en algunos casos y se perdería la posibilidad de recuperarla en caso de devolución) 2) en caso de necesidad se podría cobrar al Estado peruano nuevos yacimientos que se encontrasen a futuro 3) muchos certificados se dieron no por inmuebles o terrenos sino por máquinas y/o herramientas que se depreciaban con el tiempo, por lo cual no era conveniente amarrarse a ellos 4) Los bonos eran una inversión que generaba buenas ganancias sin importar la denominación "al portador" que permitía su venta.
En 1876 el gobierno declaró cerrado el proceso de estatización cuando se alcanzó el 70% de las compras en plan. El resto debía pagar un impuesto de exportación de 1,25 soles por qm mientras se conseguían fondos para comprarlas. Se creó la "Compañía Salitrera del Perú" que debía operar las plantas expropiadas y que a su vez era gestionada por los bancos controlados por los consignatarios del guano.

## Internacionalización del conflicto
Para un aumento de los ingresos fiscales, dado que el gobierno no quería o no podía reducir los egresos, era indispensable el control del precio del salitre, que no se podía alcanzar sin controlar el precio del salitre boliviano producido por las empresas chilenas en Antofagasta.
El rechazo peruano a los acuerdos Chile-Bolivia en 1873
En 1873 el parlamento y gobierno de Bolivia, bajo la influencia peruana, rechazaron un acuerdo Corral-Lindsay alcanzado entre los negociadores bolivianos y chilenos para superar las desavenencias respecto del tratado de 1866 entre Bolivia y Chile:

El tratado Corral-Lindsay fue muy mal visto por el gobierno y por la prensa peruana. Aconsejó aquél al de Bolivia insistentemente que lo denunciara, así como el tratado de 1866, con el propósito de obtener un arreglo mejor o de dar lugar, con la ruptura de las negociaciones, a la mediación del Perú y de la Argentina.
Jorge Basadre Historia de la República del Perú, página 2276

De hecho, en una carta del ministro de relaciones exteriores del Perú, Riva-Agüero, a su representante en Bolivia, La Torre, le instruye:

Así pues, lo que a esta (Bolivia) conviene es no perder tiempo en dilaciones inútiles que a nada conducirán sino a permitir que Chile se arme suficientemente. Si el gobierno de Bolivia comprende sus intereses, si no quiere perder parte o todo su litoral, debe decir de una vez su última palabra respecto del tratado de 1866 i de la Convención Corral-Lindsay: debe romper definitivamente esos pactos ... pero procurando siempre que el rompimiento de relaciones no lo haga Bolivia sino que sea Chile quien se vea precisado a llevarlo a cabo. 

Rotas las relaciones i declarado el estado de guerra Chile no podria sacar ya a sus blindados i, sin fuerzas bastantes para atacar con ventaja, se veria en la precision de aceptar la mediación del Perú, la que en caso necesario se convertiría en mediación armada si las fuerzas de aquella República pretendiesen ocupar Mejillones i Caracoles.

A las anteriores consideraciones puede US. agregar otras que no dudo acabarán de decidir a1 Gobierno de Bolivia a adoptar la linea de conducta indicada. Me refiero a la casi seguridad que tenemos de la adhesión a la alianza por parte de la República Arjentina.
 José de la Riva Agüero y Looz Corswarem, Ministro de Relaciones Exteriores del Perú Carta del 6 de agosto de 1873 al Embajador peruano en Bolivia Aníbal Víctor de la Torre

El tratado secreto de alianza entre Perú y Bolivia
El 6 de febrero de 1873, días después de la aprobación del estanco del salitre, Perú y Bolivia, con Argentina en espera, firmaron un tratado secreto de alianza cuyo objetivo era imponer a Chile las fronteras convenientes a Perú, Bolivia y Argentina por medio de un arbitraje obligado de la alianza mientras Chile fuese militarmente débil, es decir antes de la llegada de las fragatas blindadas Cochrane y Blanco Encalada. Los protocolos de la discusión en el congreso peruano están desaparecidos por lo que no es posible conocer las intenciones de los que lo aprobaron. Jorge Basadre afirma que el estanco y el pacto secreto no estaban ligados de ninguna manera, pero otros sostienen lo contrario: en 1873 el autor italiano Pietro Perolari–Malmignati nombra el interés peruano en controlar el precio del salitre como la principal razón del tratado secreto. También se sabe que el ministro de RR.EE de Perú comunicó al representante chileno en Lima, Joaquín Godoy, que Perú negociaría con Bolivia la extensión del estanco a Antofagasta.
Compra de licencias bolivianas para la explotación del salitre
En 1876 Perú compró por medio del testaferro Henry Meiggs las licencias para la explotación de los depósitos salitreros del "Toco" en Antofagasta, al sur del río Loa, a cambio de un canon mensual y sin obligación de trabajarlos.: 124  Según Ravest Mora, con la triangulación se buscó evitar la crítica al bajo precio de las licencias por parte de sectores chouvinistas bolivianos.(RM, 72)
Presión sobre la competencia para reducir su producción
La Compañía de Salitres y Ferrocarriles de Antofagasta, (CSFA), una empresa radicada en Valparaíso y con mayoría de capitales chilenos, era la única empresa chilena que producía salitre en Antofagasta y sus exportaciones estaban exentas del pago de impuestos por la licencia y por el tratado de límites de 1874 y eran la mayor competencia para el salitre peruano en el mercado internacional.
La Casa Gibbs de Londres tenía inversiones en Chile, el 25% de las acciones de la CSFA. Pero en Perú había vendido al Estado sus salitreras a un precio desmedido, obteniendo un contrato para la elaboración de salitre y había conseguido además la consignación de la venta del salitre peruano en Europa. La Casa Gibbs tenía buenas razones para apoyar decididamente los planes del gobierno peruano. En 1878 debió competir con la Peruvian Guano Company por la consignación del salitre, pero internamente llegaron a un acuerdo que incluía limitar la exportación de la CSFA, de la que la Casa Gibbs era socio minoritario (25%). Para ello la Casa Gibbs ofreció a la CSFA suplir el 25% del consumo salitrero europeo. La CSFA exigía el 35% del mercado europeo.: 124 
En una carta del 16 de abril de 1878, Henry Gibbs informa a la filial en Valparaíso sobre las negociaciones con el representante de la Peruvian Guano Company y les recomienda algunos argumentos con los cuales convencer a la mayoría accionista para reducir la producción. Entre ellos estaba el hecho de que el precio del salitre en Europa no podría mantenerse siempre alto con tal exceso de oferta, pero el argumento de mayor peso era:
“la hostilidad que la Compañía se acarrearía de parte del Gobierno peruano, susceptible de traducirse en intrigas interminables entre ese Gobierno y el de Bolivia, a menos de allanarse a algún acuerdo.
Sabemos ya que el Congreso boliviano ha autorizado al Ejecutivo a imponer un impuesto de 10 centavos por quintal al nitrato de Antofagasta, y pensamos en que el peligro de que los privilegios de la Compañía sean violados con mayor intensidad aumentará en la proporción en que aumente el interés de un gobierno vecino porque deban serlo.”(RM, 73-74): 69 
El historiador boliviano Querejazu consigna que en el cenit de la crisis, cuando se acercaba el remate de la CSFA en el puerto de Antofagasta, el 14 de febrero de 1879, se esperaba que el cónsul peruano en Antofagasta sería el mayor postor en el remate de la confiscada CSFA.

## Guerra del Pacífico

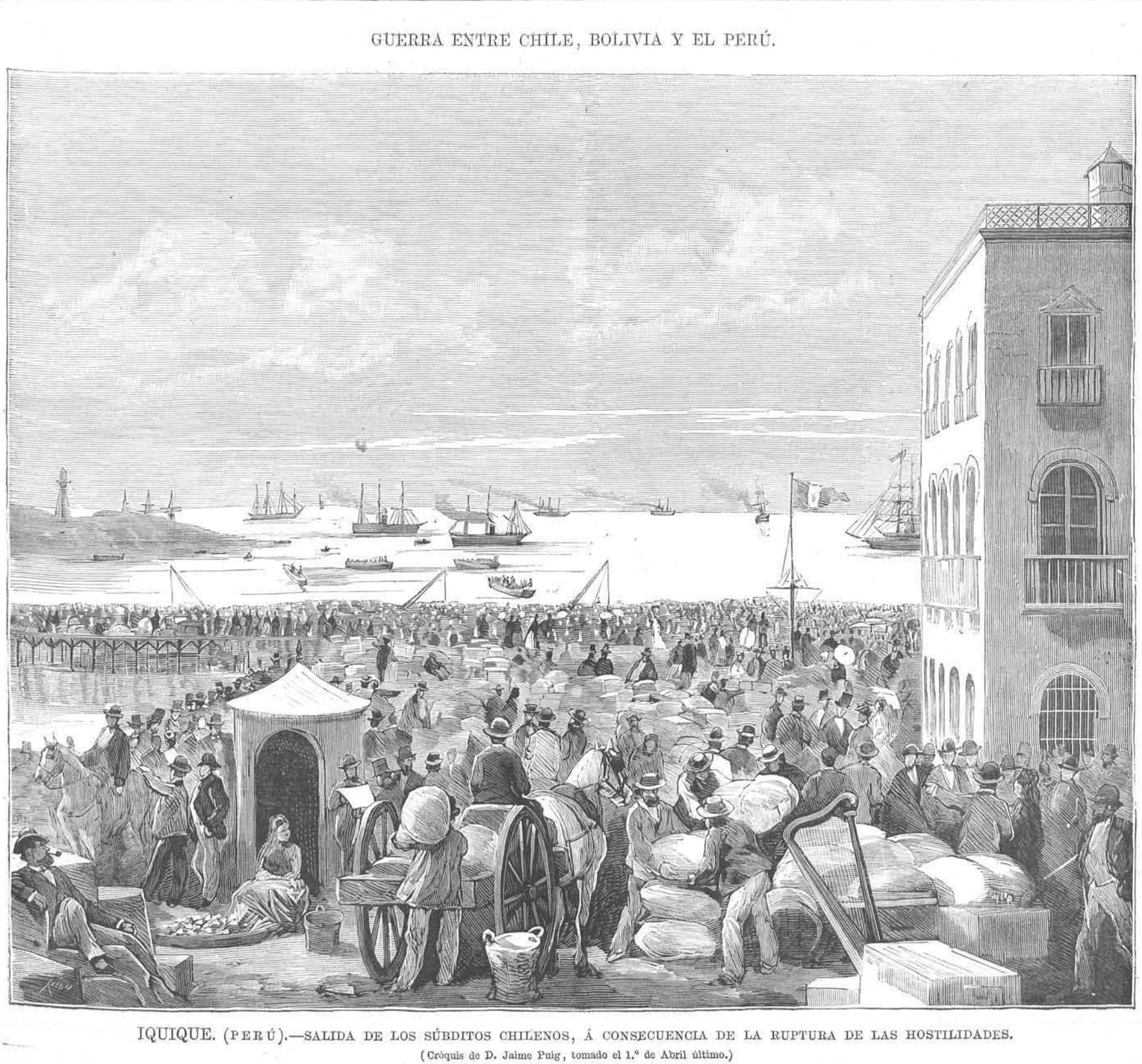
Al comienzo de la guerra, aproximadamente 30.000 trabajadores chilenos fueron expulsados de Perú en un plazo de 8 días. Posteriormente la Armada de Chile bloqueó los puertos de exportación del guano y del salitre. La falta de trabajadores y el bloqueo interrumpió las ventas de guano y salitre. La Ilustración Española y Americana publicó el 15 de junio de 1879 un grabado basado en una imagen de abril que muestra a chilenos en Iquique esperando volver a su país.

El 14 de febrero de 1878 el gobierno boliviano impuso a la CSFA un impuesto de 10 centavos por quintal métrico a la exportación a pesar de la expresa prohibición en el artículo IV del tratado de límites de 1874. La empresa rehusó el pago y el gobierno chileno protestó. Cuando el gobierno de Hilarión Daza rescindió la licencia de explotación, confiscó los bienes de la empresa y anunció su remate público, el gobierno chileno reivindicó los territorios entre los paralelos 23°S y 24°S y ordenó su ocupación. Perú ofreció mediar entre ambos países, propuso la inclusión de Perú en la administración de la zona salitrera boliviana y finalmente dio a conocer que estaba ligado a Bolivia por un pacto secreto y que apoyaría a Bolivia. El 1 de marzo de 1879, Bolivia declaró la guerra a Chile. El 5 de abril, Chile la declaró a Bolivia y a Perú. El 6 de abril, Perú la declaró a Chile.
El 12 de septiembre de 1879, el gobierno chileno estableció un impuesto sobre el salitre equivalente a cuarenta centavos por cada quintal métrico exportado, en aquel momento solo aplicable en Antofagasta.
En Tarapacá, los embarques de salitre cesaron en mayo, con el bloqueo de Iquique, y la producción estuvo muy deprimida en 1879, por la guerra, y mermada en 1880 por la expulsión de los obreros chilenos en 1879, quienes casi todos se enlistaron en el ejército expedicionario que se formaba en Antofagasta. El control chileno de Tarapacá se hizo efectivo, tras la campaña militar sobre ese territorio, en noviembre de 1879.: pág. 118 
Las continuas derrotas militares peruanas en las siguientes campañas habían mermado la confianza de los acreedores y el precio de los certificados había caído al 11 % en el mercado de valores. John Thomas North, un hábil ciudadano inglés que trabajaba en la zona, compró muchos de los certificados ofrecidos a tan bajo precio.
El gobierno chileno tenía las alternativas: explotar las salitreras (y pagar los certificados) o devolver las salitreras a sus antiguos dueños. En vista del esfuerzo económico que significaba la guerra, las urgencias de organización militar y las dificultades para encontrar personal, el gobierno, por decreto del 28 de marzo de 1882, ofreció a los tenedores de certificados de la deuda la devolución de las instalaciones, es decir la (re-)privatización de las salitreras. Este decreto tuvo profundas consecuencias puesto que logró normalizar el trabajo de las salitreras, formó un grupo empresarial "Comité Salitrero" que gestionarían la producción hasta fines de la Primera Guerra Mundial y también inició largos pleitos de tenedores de certificados contra el Estado chileno.

## Conclusiones
Los historiadores concuerdan que el monopolio no dio los frutos esperados en la ley de 1875 y que los mismos ingresos o mayores se hubiesen obtenido con un simple impuesto.: 2235 
Algunos historiadores en el Perú (Nelson Manrique, Carmen Mc Evoy) consideran el estanco y posteriormente la estatización del salitre como ventajoso para el país y que podrían haber tenido éxito si no hubiesen sido interrumpido por la guerra. Otros en cambio (Horacio Bonilla, Carlos Contreras Carranza) sostienen que la guerra solo fue el desenlace violento de una situación desesperada exacerbada por los errores del estanco y la estatización.: 127–128  Para los primeros, la estatización fue el nacimiento de una nueva clase burguesa nacional y progresista. Para los otros fue el aborto de la clase empresarial de Tarapacá, expropiada y desplazada del negocio que habían creado y que fue entregado a la vieja élite de Lima, acostumbrada a enriquecerse con los negocios estatales.: 96 
Ronald Bruce St John considera que los intereses peruanos inducían a la guerra:
| Aunque evidencias concluyentes que enlacen al Perú con el impuesto de los 10 centavos o con la confiscación de la CSFA nunca han aparecido, está claro que los intereses peruanos tenían profundas razones para ir a la guerra. | (Original en inglés) Although persuasive evidence linking Perú to either the ten centavos tax or Bolivia's decision to confiscate Chilean holdings in Antofagasta never surfaced, it must be recognized that Peruvian interests had deep-seated economical and political reasons for going to war. |
| Ronald Bruce St John, "Foreign Policy of Peru", pág. 105 | |

Aunque los orígenes de la Guerra del Pacífico están claramente relacionados con el salitre, la historiografía peruana ha sido reluctante a tratar el asunto.
En referencia a la postura peruana de que la guerra fue impuesta al Perú, el historiador boliviano Roberto Querejazu Calvo sostiene que es solo un "infundio de que el Perú ingresó a la guerra nada más que por ayudar a Bolivia".
Al comienzo de la guerra, Guillermo Billinghurst, entonces miembro del senado peruano, propuso devolver las salitreras a sus antiguos dueños, pero las hostilidades impidieron una discusión.: 2236 
En 1890, el gobierno peruano aprobó un acuerdo conocido como Contrato Grace con el que los acreedores tomaron el control de los ferrocarriles. Perú no obtuvo préstamos en el exterior hasta 1906.
Tras la guerra, Chile poseyó todos los campos productivos de guano y salitre de la costa suroeste de América, pero nunca fundó un monopolio.